# Blicks River
Blicks River är ett vattendrag i Australien. Det ligger i regionen Clarence Valley och delstaten New South Wales, i den sydöstra delen av landet, omkring 430 kilometer norr om delstatshuvudstaden Sydney.
I omgivningarna runt Blicks River växer i huvudsak städsegrön lövskog. Runt Blicks River är det glesbefolkat, med 8 invånare per kvadratkilometer. Genomsnittlig årsnederbörd är 1 518 millimeter. Den regnigaste månaden är januari, med i genomsnitt 324 mm nederbörd, och den torraste är oktober, med 6 mm nederbörd.